# St. George’s (miasto na Bermudach)

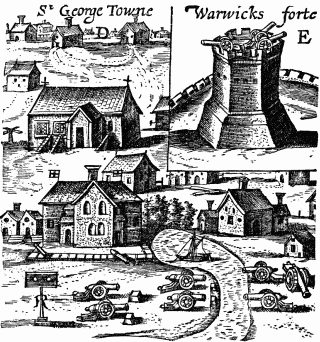
Osada St. George’s w 1614

St. George’s (oficjalna nazwa Town of St. George lub St. George’s Town) – największe miasto na Bermudach, położone na wyspie St. George’s. Ludność: 1,8 tys. (2000).
St. George’s było pierwszą osadą na Bermudach. Zostało założone w 1609 przez angielskich osadników zmierzających do Jamestown w Wirginii, których statek rozbił się na wyspie St. Georges. Większość z nich popłynęło dalej do Wirginii, a na wyspie pozostała trójka osadników. W 1612 dołączyło do nich kolejnych 60 osadników, którzy rozbudowali osadę. St. George’s uznawane jest za najstarszą stale zamieszkiwaną osadę w Ameryce założoną przez angielskich osadników.
Do 1815 St. George’s było stolicą brytyjskiej kolonii Bermudów (została przeniesiona do Hamilton).
W 2000 miasto zostało wpisane na listę światowego dziedzictwa UNESCO.